# Kalakkādu
Kalakkādu är en ort i Indien.   Den ligger i distriktet Tirunelveli Kattabo och delstaten Tamil Nadu, i den södra delen av landet, 2 200 km söder om huvudstaden New Delhi. Kalakkādu ligger 130 meter över havet och antalet invånare är 27 845.
Terrängen runt Kalakkādu är varierad, och sluttar österut. Runt Kalakkādu är det ganska tätbefolkat, med 239 invånare per kvadratkilometer. Kalakkādu är det största samhället i trakten. Trakten runt Kalakkādu består till största delen av jordbruksmark.